# Conservatorio di musica popolare della Calabria
Il Conservatorio di Musica Popolare della Calabria Antonio Procopio o Museo degli strumenti della musica popolare calabrese è un museo istituito a Isca sullo Ionio (CZ) nato da un progetto dell'associazione A.R.P.A.
Il Conservatorio è suddiviso in 4 sezioni:
- Museo degli Strumenti e della Musica Popolare Calabrese
- Laboratorio di Liuteria Tradizionale e di Restauro
- Biblioteca e Mediateca
- Scuola di Musica Popolare

Nel museo sono esposti oltre 60 strumenti musicali tutti funzionanti, 120.000 fotografe in formato digitale o analogico, 200 ore di registrazioni audio in formato digitale, 120.000 fotografie, su pellicola o digitale, 100 ore di video, in standard professionale.